# Vámáčára
Vámáčára(वामाचार), též vámamárga, je sanskrtský termín znamenající „stezka levé ruky“ a označující určité formy kultu či sádhany – duchovní praxe, která jsou nejen nástika – heterodoxní vůči učení védů, ale také odporují převládajícím kulturním a morálním standardům. Opačný termín dakšinačára „stezka pravé ruky“ označuje praktiky které jsou sice také nástika, ale jsou přijatelné pro většinovou společnost.
Praktiky vámáčáry jsou spojovány především s tantrismem, jehož cílem je nastolení původní jednoty mužského a ženského. Zatímco v „pravorukém“ tantrismu je této jednoty dosahováno na symbolické úrovni a pomocí meditace, ve vámáčáře je dosahována i fyzicky, často pomocí konzumace pančamákára „pěti em“:
- mada „opojný nápoj, alkohol, víno“
- mámsa „maso“
- matsja „ryba“
- mudrá „pražené zrno s ledvinkami“
- maithuna „pohlavní spojení“

Kašmírský filosof a mystik Abhinavagupta působící na přelomu 10. a 11. století dokonce hovoří o incestním koitu.
Na rozdíl od převládajícího západního chápání tantry však není ani ve vámáčáře cílem sexuální nezřízenost ale sebeovládání.
Praktiky vámáčáry se objevují například u šivaistické školy Kápálika, z níž se později vydělila škola aghóriů.
Do západního prostředí byl termín přenesen Helenou Petrovnou Blavatskou, zakladatelkou Theosofické společnosti, a byl nejprve chápán jako synonymum černé magie a spojován s homosexualitou. Tak se dostal do západního esoterismu koncept stezky levé a pravé ruky. K následování stezky levé ruky se hlásil například Aleister Crowley, Kenneth Grant nebo Anton LaVey.